# Gerhard Hoffmann (Rechtswissenschaftler)
Gerhard Hoffmann (* 21. Juni 1917 in Weißenfels; † 26. März 2009 in Marburg) war ein deutscher Völkerrechtler.

## Leben
Gerhard Hoffmann wurde 1917 als Sohn eines Architekten in Weißenfels geboren. Ebendort aufgewachsen, absolvierte er 1936 sein Abitur am Reform-Realgymnasium. Ab 1936 studierte er Rechtswissenschaften an den Universitäten Halle, München, Königsberg und Jena. 1940 legte er seine erste juristische Prüfung ab und wurde spätestens nach dem Assessorexamen 1943 zur Wehrmacht eingezogen. Die Zeit bis zum Ende des Krieges verbrachte er schließlich in Kriegsgefangenschaft.
Von 1946 bis 1951 wurde Hoffmann Assessor in einer Anwaltskanzlei in Weißenfels. 1952 wurde er bei Alfred Voigt an der Universität Erlangen mit der Dissertation Die Völkerrechtssubjektivität des Individuums im gegenwärtigen Völkerrecht zum Dr. iur. utr. promoviert. Danach besuchte er die Haager Akademie für Völkerrecht. 1955 legte er die Zweite Juristische Staatsprüfung ab. 1960 habilitierte er sich in Erlangen, erhielt die Venia legendi für Öffentliches Recht und Völkerrecht und wurde Privatdozent für Völkerrecht, Staats- und Verwaltungsrecht ebendort. Von 1960/61 vertrat er den Lehrstuhl für Völkerrecht, Staats- und Verwaltungsrecht an der Universität Erlangen und 1961/62 für Öffentliches Recht an der Philipps-Universität Marburg. 1963 erhielt er einen Ruf auf die ordentliche Professur für Öffentliches Recht, insbesondere Völker- und Europarecht in Marburg, die er bis 1985 innehatte. Er war von 1965 bis 1966 Dekan der juristischen Fakultät und stand dem dortigen Institut für Öffentliches Recht vor.
Hoffmann setzte sich in der Bundesrepublik neben Norbert Achterberg als einer der ersten für die Reine Rechtslehre des Rechtswissenschaftlers Hans Kelsen ein, der lange Zeit im Schatten der Methodenlehre von Karl Larenz stand. Hoffmann war Kommentator des Bonner Kommentars zum Grundgesetz. In fachlichen Kreisen wurde darüber hinaus sein Aufsatz Von der Brauchbarkeit des Völkerrechts in unserer Zeit und seine Arbeit zum Völkerstrafrecht beachtet. Er war Mitglied der Vereinigung der Deutschen Staatsrechtslehrer, der Deutschen Gesellschaft für Völkerrecht und der Gesellschaft für Deutschlandforschung.
Hoffmann war verheiratet und hatte ein Kind.

## Auszeichnungen
1985 wurde er mit der Ehrendoktorwürde (Dr. iur. et rer. pol. h. c.) der juristischen Fakultät der Universität Pécs, Ungarn, geehrt.

## Schriften (Auswahl)
- Die Völkerrechtssubjektivität des Individuums im gegenwärtigen Völkerrecht, Erlangen 1952.
- Strafrechtliche Verantwortung im Völkerrecht, Metzner, Frankfurt am Main 1962.
- Die deutsche Teilung, Neske, Pfullingen 1969.